# Declan Bennett
Declan William Bennett es un actor, cantante y compositor inglés, más conocido por haber interpretado a Charlie Cotton en la serie EastEnders.

## Carrera musical
En 1999 se convirtió en miembro junto a Brett Adams y David "Ollie" Oliver de la banda británica de pop/rock "Point Break", hasta la resolución de la banda en el 2000.
Del 2001 al 2006 se hacía llamar "Sumladfromcov", pero actualmente interpreta bajo su propio nombre.

## Carrera
En el 2013 obtuvo un pequeño papel en la película Inside Llewyn Davis protagonizada por Oscar Isaac y Carey Mulligan.
El 10 de marzo de 2014 se unió al elenco principal de la popular serie británica EastEnders donde interpretó a Charles "Charlie" Cotton, el hijo mayor de Nick Cotton (John Altman) y nieto de Dot Colwell-Branning (June Brown) hasta el 24 de septiembre de 2015. Declan regresó brevemente a la serie el 5 de mayo de 2017 y se fue nuevamente el 9 de junio del mismo año después de que su personaje se mudara a Irlanda con su nueva esposa Liz y su hijo Matthew.

## Filmografía

### Series de televisión
| Año               | Título          | Personaje      | Notas         |
| ----------------- | --------------- | -------------- | ------------- |
| 2014 - 2015, 2017 | EastEnders      | Charlie Cotton | 143 episodios |
| 2011              | Wiener & Wiener | Dwayne Reed    | 4 episodios   |

### Películas
| Año  | Título              | Personaje         | Notas                                                                                              |
| ---- | ------------------- | ----------------- | -------------------------------------------------------------------------------------------------- |
| 2013 | Inside Llewyn Davis | Cantante Irlandés | junto a Oscar Isaac, Carey Mulligan, Justin Timberlake, Erik Hayden, Daniel Everidge & Jeff Takacs |
| 2012 | Baldr               | Young             | corto - junto a Martin Pfefferkorn                                                                 |
| 2011 | Downtown Express    | Carter            | junto a Philippe Quint, Nellie McKay, Michael Cumpsty, Carolyn McCormick & Ashley Springer         |

Apariciones
| Año  | Programa               | Notas                                                                                    |
| ---- | ---------------------- | ---------------------------------------------------------------------------------------- |
| 2013 | The Graham Norton Show | episodio "Jennifer Lopez/Freddie Flintoff/David Mitchell/Zrinka Cvitesic/Declan Bennett" |

Teatro
| Año         | Obra              | Personaje | Teatro                       | Notas                   |
| ----------- | ----------------- | --------- | ---------------------------- | ----------------------- |
| 2013 - 2014 | Once              | Guy       | Phoenix Theatre              | junto a Zrinka Cvitešić |
| 1999        | The Kissing-Dance | -         | National Youth Music Theatre | -                       |